# 皇家安大略博物館

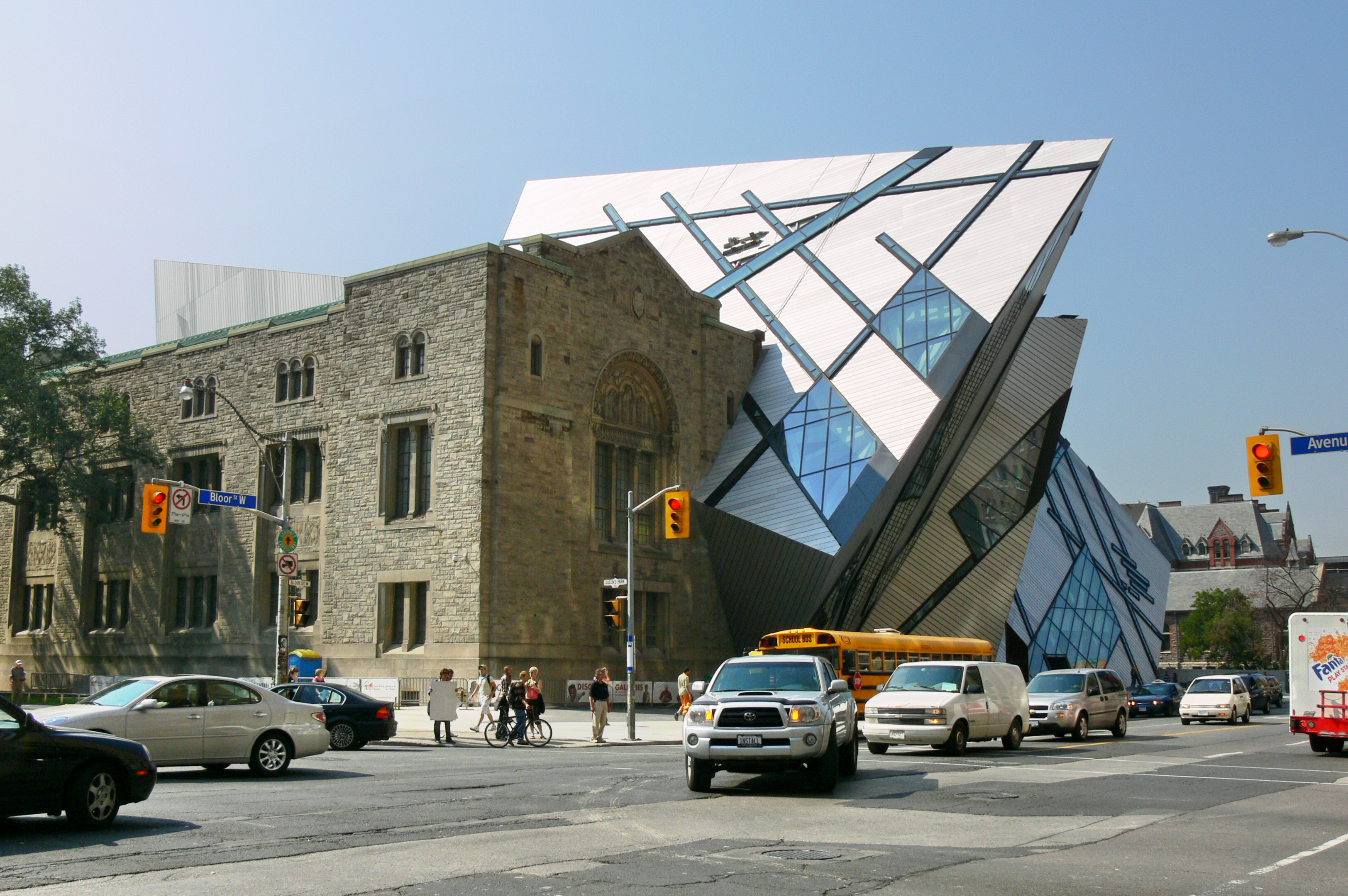
皇家安大略博物館。圖中右半部的現代建築物就是新馆扩建工程的Michael Lee-Chin Crystal部份。

皇家安大略博物館（英語：Royal Ontario Museum，簡稱ROM），位於加拿大安大略省多倫多市中心，是北美洲第5大博物館和加拿大最大的世界文化和自然历史博物馆，每年吸引近100万参观者。

## 历史
博物馆於1912年4月16日由安大略省政府創立和开业于1914年3月19日，一直和多伦多大学保持着密切的关系，时常共享专家和资源。博物馆曾由多伦多大学直接管理，直到1968年成为独立机构。如今，皇家安大略博物馆以其覆盖全球的研究和保护工作，成为了加拿大最大的领域研究机构。
皇家安大略博物館館址位於皇后公園以北，多倫多大學校園東面，布魯亞街（Bloor Street）夾阿梵奴道（Avenue Road）十字路口西南角。博物馆拥有的超过六百万件藏品和40个展馆一定程度上为其赢得了国际声誉。博物館收藏展品包括恐龍、矿物和陨石、近東及非洲藝術品、東亞藝術品、歐洲歷史、加拿大歷史、文化等。博物馆还拥有世界最大的来自伯吉斯頁岩的化石群收藏，包括了超过150,000个样本。

## 展览馆
皇家安大略博物館下设：
- 自然展览馆 （Natural history galleries）
  - 禽鸟展览厅（ Gallery of Birds）
  - 昆虫展览厅（ Gallery of Insects ）
  - 哺乳动物展览厅（ Gallery of Mammals）

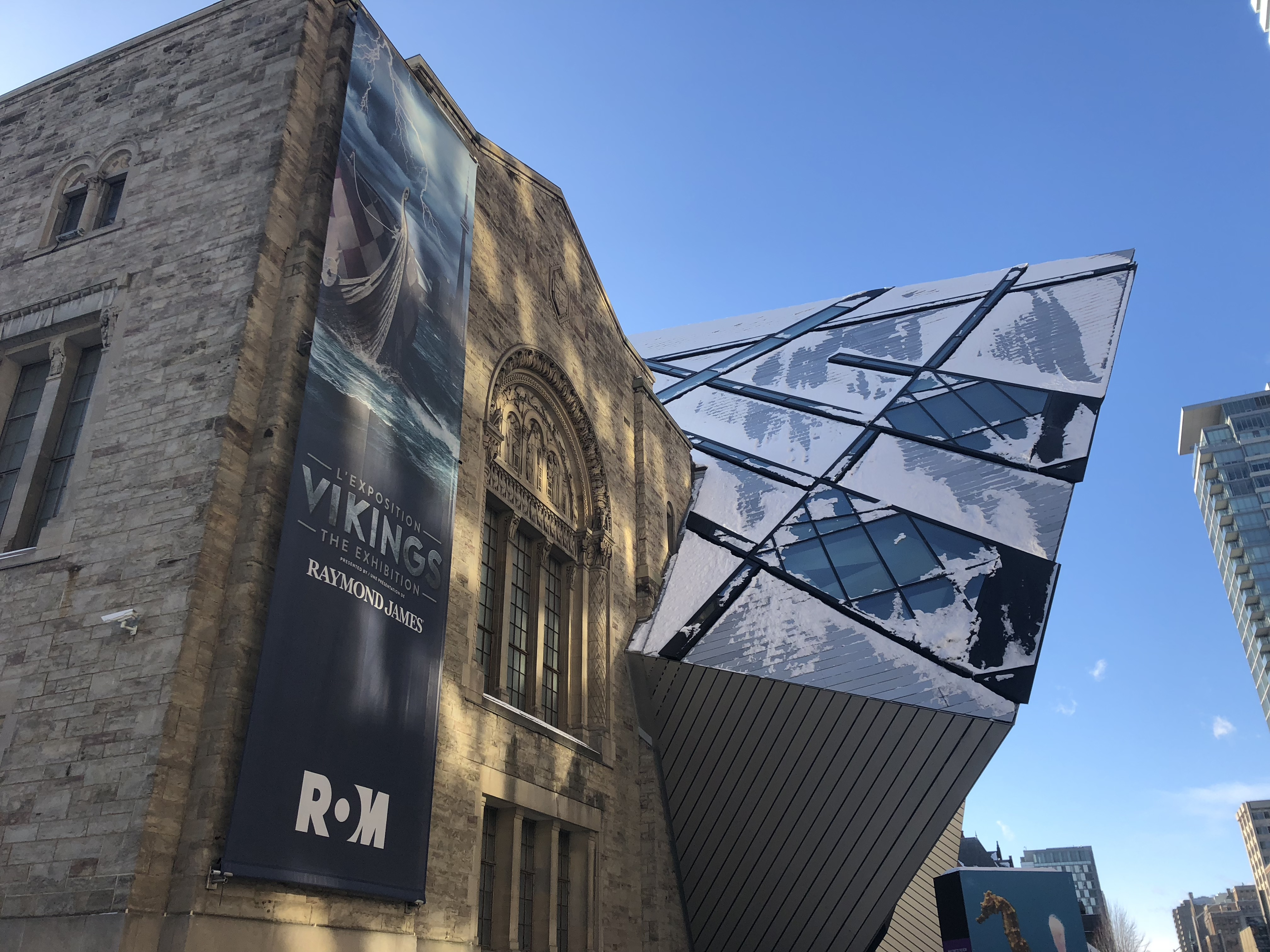
上图为2018年维京主题展览时海报

- 世界文化展览馆World culture galleries
  - 中国馆
    - 中国建筑展览厅
    - 中国佛寺艺术展览厅
    - 中国雕塑艺术展览厅

  - 爱琴海青铜时代展览馆
  - 加拿大原住民展览馆
  - 埃及馆
  - 雅典馆
  - 朝鲜馆
  - 日本馆

皇家安大略博物館的新馆扩建工程（Michael Lee-Chin Crystal）已于2007年7月落成。

## 外部連結
- 皇家安大略博物館 （页面存档备份，存于）